# 亞洲家鼠
亞洲家鼠（学名：Rattus tanezumi）为鼠科家鼠屬下的一个种。